# International SOS
International SOS is een onderneming die zich richt op het verlenen van medische hulp en veiligheidsdiensten aan andere bedrijven en overheden.
Het helpt organisaties met de zorg voor de gezondheid en veiligheid van medewerkers in het buitenland.
Het bedrijf heeft in 2009 circa 6.000 medewerkers in dienst, verspreid over 70 landen.
International SOS voert jaarlijks ongeveer 1 miljoen interventies uit, inclusief ruim 16.000 evacuaties.
Daarnaast biedt International SOS een uitgebreid online platform waarmee bedrijven hun medewerkers optimaal kunnen voorbereiden en informeren voordat ze op een zakenreis gaan en terwijl ze in het buitenland zijn.

## Organisatie
International SOS heeft twaalf regionale centra – in Dubai, Jakarta, Johannesburg, Londen, Madrid, Moskou, Parijs, Philadelphia, Singapore, Shanghai, Sydney en Tokio – en een netwerk van eigen alarmcentrales. De centrales zijn bemand met dokters, veiligheidsexperts, operations managers, multi-linguïstische coördinatoren en logistiek support personeel. Ongeveer 35 procent van de medewerkers zijn medische professionals.
Als medische faciliteiten onvoldoende aanwezig zijn, kan International SOS dienstverlening via eigen klinieken (28) en Air Ambulances (11) aanbieden.

## Geschiedenis
In 1985 is AEA International opgericht door Pascal Rey-Herme en Arnaud Vaissié. De organisatie richtte zich specifiek op het leveren van medische zorg en consulting services aan multinationals in Asia Pacific. In het eerste decennium is het bedrijf uitgegroeid vanuit zijn basis in Singapore en Indonesië naar een pan-Aziatisch bedrijf met vestigingen in Hongkong, Australië, Japan en China. In 1995 heeft AEA International vestigingen opgezet in Europa en de USA.  Vanaf 1998 is de bedrijfsnaam International SOS. Inmiddels opereert International SOS in 70 landen.
In Nederland is International SOS in 1997 gestart onder de naam SOS Air Ambulances. Tegenwoordig is de bedrijfsnaam van de Nederlandse vestiging SOS (Netherlands) b.v. Het Nederlandse kantoor is gevestigd in Amsterdam.